# Огудневский сельский округ
Огудневский сельский округ — упразднённая административно-территориальная единица, существовавшая на территории Щёлковского района Московской области в 1994—2006 годах.
Огудневский сельсовет был образован в первые годы советской власти. По данным 1919 года он входил в состав Ивановской волости Богородского уезда Московской губернии.
В 1926 году Огудневский с/с включал 1 населённый пункт — деревню Огуднево.
В 1929 году Огудневский с/с был отнесён к Щёлковскому району Московского округа Московской области. При этом к нему были присоединены Душоновский и Протасовский с/с.
7 января 1934 года из Огудневского с/с был вновь выделен Душоновский с/с.
14 июня 1954 года к Огудневскому с/с были присоединены Душоновский и Петровский с/с.
3 июня 1959 года Щёлковский район был упразднён и Огудневский с/с отошёл к Балашихинскому району.
31 июля 1959 года Огудневский с/с был упразднён, а его территория объединена с Каблуковским с/с в Воря-Богородский сельсовет.
31 августа 1963 года Огудневский с/с был восстановлен в составе Мытищинского сельского района путём преобразования Воря-Богородского с/с.
11 января 1965 года Огудневский с/с был возвращён в восстановленный Щёлковский район.
23 июня 1988 года в Огудневском с/с была упразднена деревня Ряплово.
3 февраля 1994 года Огудневский с/с был преобразован в Огудневский сельский округ.
В ходе муниципальной реформы 2004—2005 годов Огудневский сельский округ прекратил своё существование как муниципальная единица. При этом все его населённые пункты были переданы в сельское поселение Огудневское.
29 ноября 2006 года Огудневский сельский округ исключён из учётных данных административно-территориальных и территориальных единиц Московской области.